# Epilico
Epilico (fl. V-IV secolo a.C.) è stato un commediografo greco antico.

## Biografia
Esponente della commedia antica, Epilico non è collocabile cronologicamente, anche perché Suda menziona anche un altro Epilico, fratello del commediografo Cratete di Atene, ma, poiché è indicato come epico, sussiste il dubbio se si tratti della stessa persona.

## Commedie
Sono pervenuti alcuni frammenti di una sola commedia, Κοραλίσκος (Il ragazzetto), che utilizzava, per il protagonista del dramma, un termine di origine cretese.